# Стерие Чюмети (инженер)
 Тази статия е за инженера.  За политика вижте Стерие Чюмети (политик).  
Стерие Гуша Чюмети (на румънски: Sterie Gușa Ciumetti) е арумънски просветен деец и румънски инженер.

## Биография
Стерие Чюмети е роден в арумънско (влашко) семейство в берското село Шел (Горно или Долно), тогава в Османската империя, днес в Гърция. Завършва Румънския лицей в Битоля в 1889 г. Преподава в лицея от 1895 до 1899 и в 1904 - 1905 година. Участва в редакционния комитет на списание „Фръцилия“ в Солун.
Баща е на Флорика Багдасар.